# Muschampia
Muschampia là một chi bướm ngày thuộc họ Bướm nâu.

## Hình ảnh

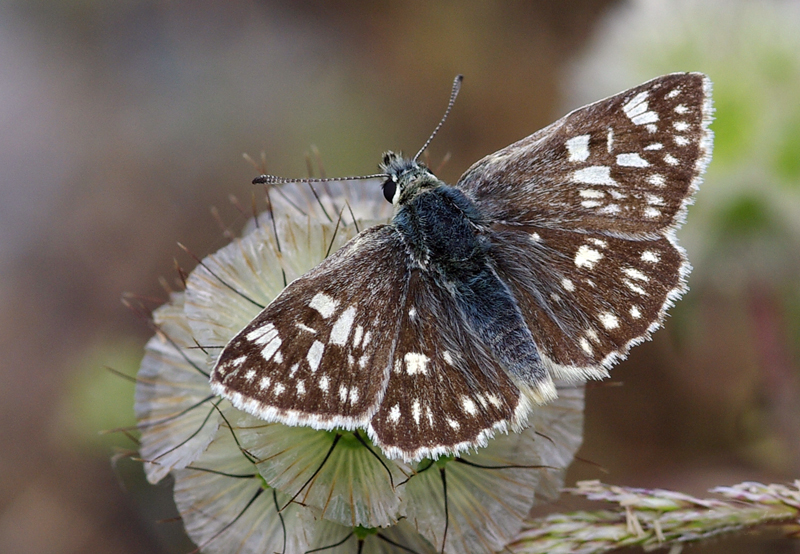